# Vikingskipet Station
Vikingskipet Station (Vikingskipet holdeplass) var en jernbanestation på Rørosbanen, der lå i Hamar kommune i Norge. Stationen har aldrig haft fast trafik. 
Stationen blev åbnet 16. august 1993 i forbindelse med forberedelserne til Vinter-OL 1994. Den skulle betjene skøjtehallen Vikingskipet, der blev etableret til OL’et og spare tilskuerne for en kilometers gang fra Hamar Station. På trods af investeringen blev den imidlertid kun benyttet en gang under OL og en gang året før i forbindelse med afviklingen af Cykel-VM 1993. I 2006 foreslog Jernbaneverket at genåbne stationen i forbindelse i forbindelse med større arrangementer i Vikingskipet.
Stationen lå ikke på selve Rørosbanens hovedspor men derimod på et blindt sidespor langs med den. Sidesporet var defineret som en del af Hamar Station, hvilket betød at al trafik på sporet blev betragtet som rangering. Sporet var elektrificeret i modsætning til selve Rørosbanen.
I foråret 2016 blev de fire bænke og skiltet på stationen fjernet, og i efteråret samme år blev sporet fra stationsområdet og frem til perronen fjernet.